# سفیدخانی (ارزوئیه)
سفیدخانی (ارزوئیه) روستایی خوش آب وهوا از بخش مرکزی دهستان دهسرد شهرستان ارزوئیه است
این روستای خوش آب هوا که هم درختان سردسیری همچون انار وهم درختان گرمسیری همچون خرما،پرتقال در نزدیکی سیاهکوه قرار دارد و محصولاتی همچون انجیر،انگور،خرما،انار،پرتقال،لیموشیرین،قارچ تافل و.. را دارامیباشد.

## جمعیت
این روستا در دهستان دهسرد قرار دارد و براساس سرشماری مرکز آمار ایران در سال ۱۳۸۵، جمعیت آن ۱۳۴ نفر (۳۸خانوار) بوده‌است.